# Thạch sao

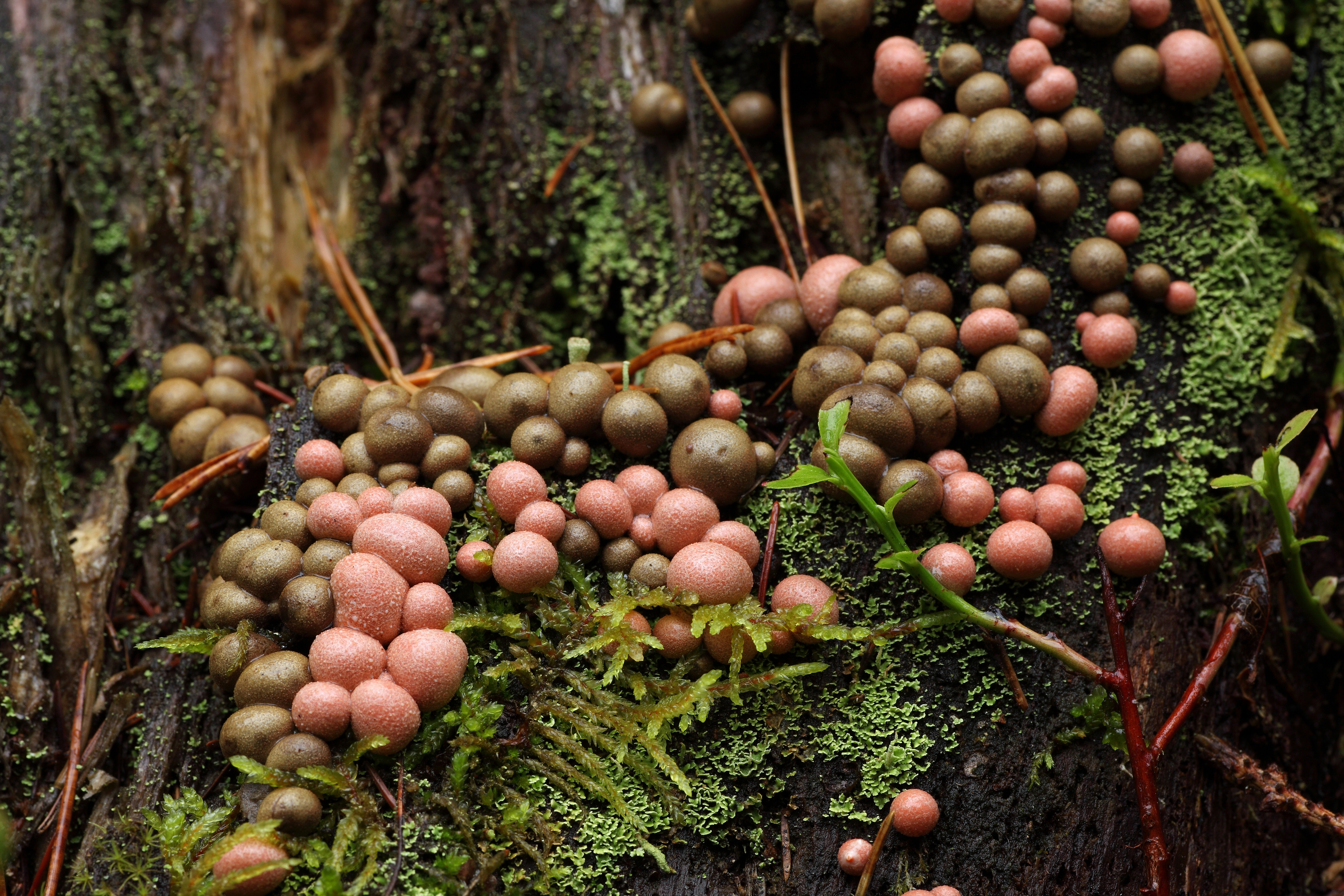
Hundipiim (Lycogala epidendrum) chứa thạch sao

Thạch sao (còn gọi là astromyxin, Thạch tinh tú) là một chất giống gelatin đôi khi được tìm thấy trên cỏ hoặc ngay cả trên cành cây. Theo quan niệm dân gian, nó được lắng đọng trên Trái Đất trong những trận mưa sao băng. Thạch sao được mô tả là một loại gelatin mờ hoặc trắng xám có xu hướng bay hơi ngay sau khi "rơi". Những lời giải thích dao động từ các vật liệu là phần còn lại của ếch, cóc hoặc giun, phụ phẩm của vi khuẩn lam, hay hiện tượng siêu linh. Các báo cáo về chất này có từ thế kỷ 14 và vẫn tiếp tục cho đến ngày nay.

## Lịch sử
Đã có những câu chuyện kể về "thạch sao" trong nhiều thế kỷ. John xứ Gaddesden (1280–1361), ví dụ, có nhắc đến stella terrae (tiếng Latinh nghĩa là "ngôi sao của Trái Đất" hoặc "sao Trái Đất") trong các tác phẩm y học của mình, mô tả nó là "một chất nhầy nhất định nằm trên mặt đất" và gợi ý rằng nó có thể được sử dụng để điều trị áp xe. Từ điển thuật ngữ y khoa Latinh thế kỷ thứ mười bốn có một mục từ về bệnh uligo, được mô tả là "một chất béo nhất định phát ra từ Trái Đất, thường được gọi là 'một ngôi sao rơi xuống'". Tương tự, một quyển từ điển Anh-Latinh từ khoảng năm 1440 có một mục từ dành cho "sterre slyme" với từ tương đương tiếng Latinh được viết dưới dạng assub (phiên dịch từ tiếng Ả Rập ash-shuhub, cũng được sử dụng trong tiếng Latinh thời Trung Cổ như một thuật ngữ "sao rơi" hoặc "sao băng").
Từ điển tiếng Anh Oxford liệt kê một số lượng lớn các tên gọi khác của chất này, với các tài liệu tham khảo có từ khoảng năm 1440 trong mục từ của bộ từ điển Anh-Latinh được đề cập ở trên: star-fallen, star-falling, star-jelly, star-shot, star-slime, star-slough, star-slubber và star-slutch.
Nấm mốc Enteridium lycoperdon được người dân địa phương ở bang Veracruz tại México gọi là "caca de luna" (phân Mặt Trăng).
Một bài báo dài trên tạp chí huyền bí Fate tuyên bố thạch sao có nguồn gốc ngoài Trái Đất, gọi nó là "chất hữu cơ tế bào" tồn tại dưới dạng "các đám mây phân tử tiền sao" trôi nổi trong không gian. Trong quyển The Book of British Amphibians and Reptiles (trang 138), tác giả M. Smith nói rằng thạch sao rất có thể được hình thành từ các tuyến trong ống dẫn trứng của loài ếch và cóc. Chim và loài thú có vú sẽ ăn những con vật nhưng không có ống dẫn trứng, khi chúng tiếp xúc với hơi ẩm, sưng tấy lên và biến dạng để lại một đống chất giống như thạch đôi khi còn được gọi là thạch rái cá.
Vào năm 1910, T. Mckenny Hughes đã trầm ngâm trên tạp chí Nature về việc tại sao các thiên thạch lại liên quan đến thạch sao bởi các nhà thơ và các nhà văn cổ đại, và quan sát thấy rằng thạch dường như "mọc ra từ giữa rễ cỏ".

## Phân tích và lý thuyết khoa học

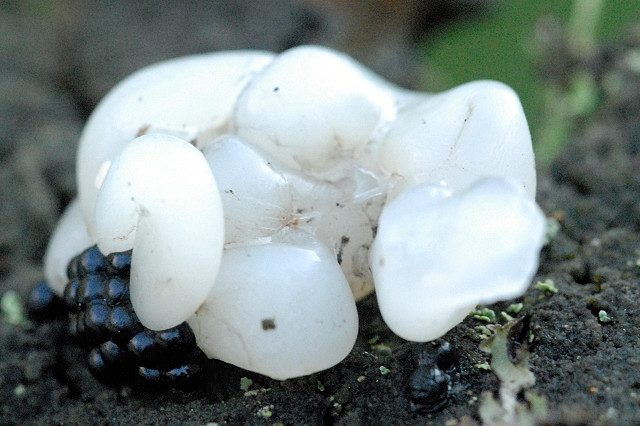
Các ống dẫn trứng của động vật lưỡng cư bị động vật săn mồi nôn ra (Vật màu đen ở góc dưới bên trái là một cụm trứng.).

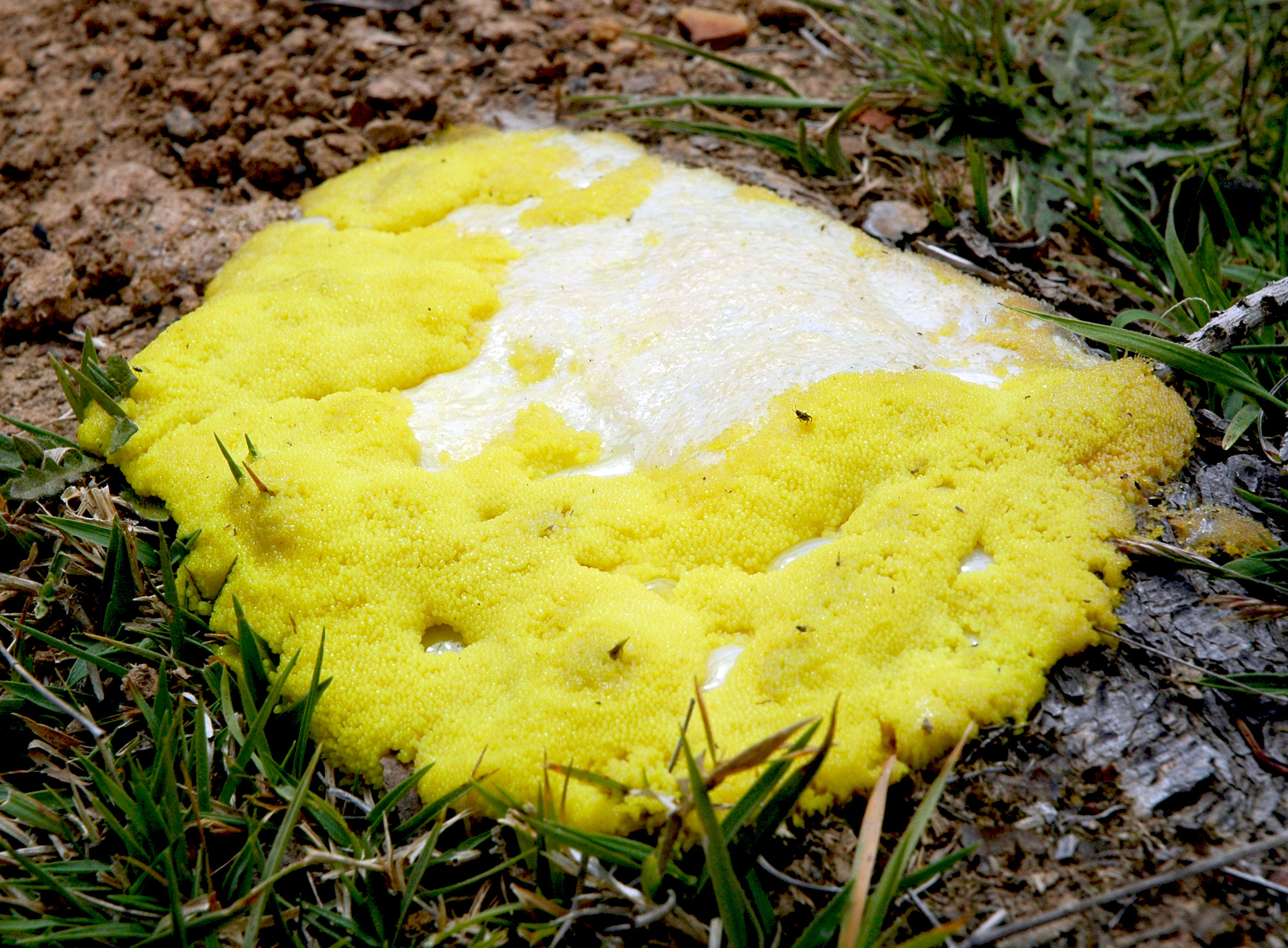
Hiện tượng đơm hoa kết trái của nấm mốc.

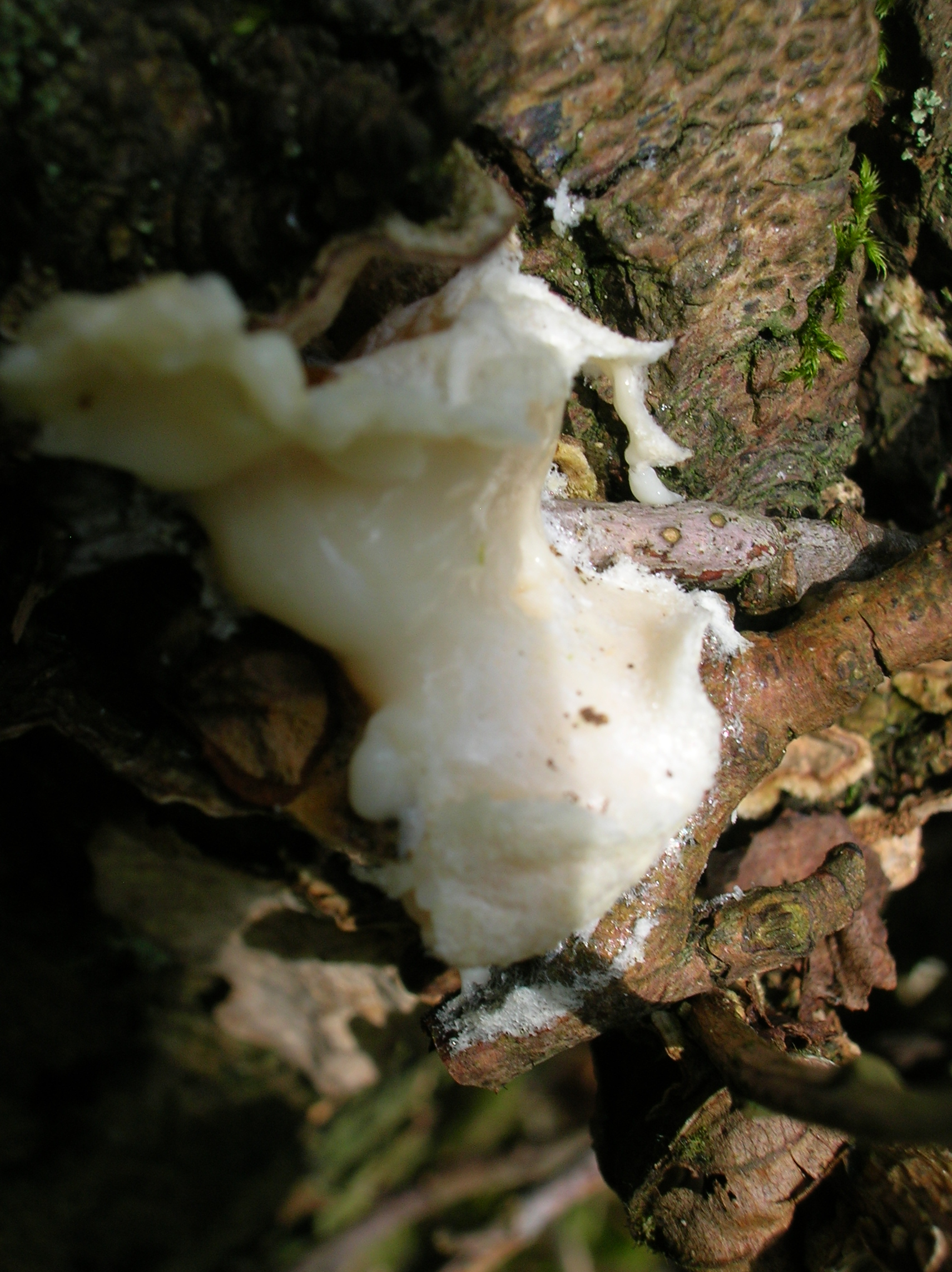
nấm mốc dạng trứng giả trong giai đoạn thạch aethalioid của nó.

- Các quan sát cấu tạo thạch sao ở Scotland ủng hộ giả thuyết rằng một nguồn gốc của thạch sao là thạch sinh ra từ ếch hoặc cóc, đã bị các sinh vật ăn loài lưỡng cư nôn ra.[13] Các thuật ngữ tiếng Đức Sternenrotz (sao thò lò) và Meteorgallerte (thạch thiên thạch) được biết đến để chỉ những con ếch được tiêu hóa ít nhiều bị những loài thú săn mồi nôn ra (Schlüpmann 2007).
- Các nhà khoa học do Hiệp hội Địa lý Quốc gia ủy quyền đã thực hiện các thử nghiệm trên các mẫu được tìm thấy ở Hoa Kỳ, nhưng đã không tìm thấy bất kỳ DNA nào trongmẫu vật.[5]
- Thomas Pennant trong thế kỷ 18 tin rằng chất liệu này là "thứ gì đó bị chim hoặc động vật nôn ra".[4]
- Nostoc, một loại tảo màu xanh lục nước ngọt (vi khuẩn lam) tạo thành các khuẩn lạc hình cầu được tạo thành từ các sợi của các tế bào trong vỏ bọc gelatinous. Khi ở trên mặt đất, nó thường không được nhìn thấy; nhưng sau cơn mưa rào, nó phình to thành một khối giống như thạch dễ thấy, đôi khi được gọi là thạch sao.[14]
- Nấm mốc (còn gọi là nấm nhầy) là nguyên nhân có thể, xuất hiện đột ngột, biểu hiện bề ngoài rất sền sệt lúc đầu và sau đó chuyển sang dạng giống như bụi được phân tán bởi mưa và gió. Màu sắc dao động từ một màu trắng tinh khiết nổi bật như trong Enteridium lycoperdon, đến màu hồng như trong Lycogala epidendrum, đến màu tím, vàng sáng, cam và nâu.

## Trường hợp tiêu biểu
- Ngày 11 tháng 11 năm 1846, một vật thể phát sáng ước tính có đường kính 4 feet rơi xuống Lowville, New York, để lại một đống thạch phát sáng có mùi hôi biến mất nhanh chóng, theo Scientific American[15]
- Năm 1950, tại Philadelphia, Pennsylvania, bốn viên cảnh sát đã tường trình về việc phát hiện "một đĩa thạch hình vòm run rẩy, đường kính 6 feet, dày một feet ở trung tâm và một hoặc hai inch gần rìa". Khi họ cố nhặt nó lên, nó tan thành một "loại bọt dính không mùi".[16][17][18] Trường hợp này đã truyền cảm hứng cho bộ phim năm 1958 The Blob.[19]
- Ngày 11 tháng 8 năm 1979, Sybil Christian sống ở Frisco, đã kể về việc phát hiện ra một vài đốm màu tím trên sân trước của cô sau trận mưa sao băng Perseid. Một cuộc điều tra tiếp theo của các phóng viên và một trợ lý giám đốc của Bảo tàng Khoa học và Lịch sử Fort Worth đã phát hiện ra một nhà máy tái chế pin bên ngoài thị trấn, nơi xút ăn da được sử dụng để làm sạch tạp chất từ chì trong pin, dẫn đến một hợp chất tinh khiết là phụ phẩm. Báo cáo được chào đón với một số sự hoài nghi, dù cho các hợp chất tại nhà máy tái chế là rắn, trong khi các đốm màu trên bãi cỏ của Christian lại là gelatinous. Tuy nhiên, những người khác đã chỉ ra rằng Christian đã cố gắng dọn sạch chúng khỏi bãi cỏ của cô bằng một cái vòi nước trong vườn.[20]
- Vào tháng 12 năm 1983, gelatin màu trắng xám, nhờn rơi xuống North Reading, Massachusetts. Thomas Grinley kể lại đã tìm thấy nó trên bãi cỏ của mình, trên đường phố và vỉa hè, và nhỏ giọt từ các trạm bơm xăng.[4]
- Vào một số ngày trong năm 1994, "mưa gelatinous" trút xuống Oakville, Washington.
- Vào tối ngày 3 tháng 11 năm 1996, một thiên thạch được báo cáo đang lóe lên trên bầu trời Kempton, Tasmania, ngay bên ngoài Hobart. Sáng hôm sau, chất nhờn trong mờ màu trắng được phát hiện trên bãi cỏ và vỉa hè của thị trấn.
- Năm 1997, một chất tương tự đã rơi ở khu vực Everett, Washington.
- Thạch sao được tìm thấy trên các ngọn đồi khác nhau ở Scotland vào mùa thu năm 2009.[5]
- Thạch sao được tìm thấy trên các thác nước xung quanh Ullswater ở Lake District vùng Tây Bắc nước Anh vào tháng 10 năm 2011.[21]
- Những quả bóng màu xanh của thạch rơi xuống khu vườn của một người đàn ông ở Dorset vào tháng 1 năm 2012.[22][23] Sau khi phân tích sâu hơn, chúng được chứng minh là các hạt natri poliacrylat, một loại polyme siêu thấm với nhiều loại sử dụng phổ biến (bao gồm cả nông nghiệp). Chúng hầu như đã có mặt trên mặt đất trong tình trạng mất nước, và không ai chú ý cho đến khi chúng ngấm nước từ vòi hoa sen và do đó làm tăng kích thước.[24]
- Một vài chất lắng đã được phát hiện tại khu bảo tồn thiên nhiên Ham Wall ở Anh vào tháng 2 năm 2013.[25] Có ý kiến cho rằng đây là những con ếch không được thụ tinh nhưng – trái với một số báo cáo – the chất này vẫn chưa được nhận dạng.[26]
- Trong chương trình Nature's Weirdest Events của đài BBC, sê-ri 4, tập 3, (14 tháng 1 năm 2015) Chris Packham đã cho thấy một mẫu "thạch sao" và đã gửi nó đến Bảo tàng Lịch sử Tự nhiên, Luân Đôn, để nhờ Tiến sĩ David Bass phân tích DNA và xác nhận nó là từ một con ếch. Ông cũng tìm thấy một số dấu vết của loài chim ác là trên thạch có thể chỉ ra tàn tích của con ếch.[27]

## Ảnh hưởng văn hóa
John Dryden, vào năm 1679, đã viết về trường hợp bắt gặp thạch sao của mình như sau: "Khi tôi lấy thứ mà tôi cho là một ngôi sao rơi, tôi thấy tôi đã bị dính một viên thạch."
Một số nhà quan sát đã dựa trên mối liên hệ giữa thạch sao và bộ phim The Blob của hãng Paramount, nói về một con quái vật chất nhờn sền sệt rơi xuống từ không gian. The Blob, được phát hành vào năm 1958, được cho là dựa trên các báo cáo Philadelphia từ năm 1950 và cụ thể là một báo cáo đăng trên tờ Philadelphia Inquirer mang tên "Flying 'Saucer' Just Dissolves" kể về bốn viên cảnh sát gặp phải mảnh vỡ UFO được mô tả là bốc hơi với một ánh sáng màu tím không để lại chút dấu vết gì. Paramount Pictures cũng bị kiện vì bộ phim này bởi tác giả Joseph Payne Brennan, người đã viết một truyện ngắn được xuất bản trên tạp chí Weird Tales Magazine năm 1953 có tên "Slime" về một sinh vật tương tự.
Trong bộ phim Invasion of the Body Snatchers năm 1978, các bào tử ngoài hành tinh rơi xuống Trái Đất trong một trận mưa rào tạo thành những đốm thạch mọc thành những bông hoa tạo ra vỏ hạt.
Trong cuốn tiểu thuyết năm 2011 có tựa đề The Isle of Blood của Rick Yancey, thạch sao (được gọi là "Pwdre Ser" trong câu chuyện) là nước bọt của một con quái vật tên là "Magnificum" rơi xuống trái đất cùng với máu và mảnh vụn của con người, đôi khi được dệt vào một cái tổ hoặc bát các loại, được gọi là "nidus". Bất cứ ai tiếp xúc với Pwdre Ser đều bị "nhiễm bệnh", và sẽ dần suy giảm sức khỏe cho đến khi họ biến thành một thây ma.
Cuốn tiểu thuyết năm 2016 của Mary-Ann Constantine có tựa đề Star-Shot, được đặt tên theo một từ khác cho hiện tượng này, và có một nhân vật lấy thử một mẫu để phân tích.